# 短序十大功劳
短序十大功劳（学名：Mahonia breviracema）为小檗科十大功劳属的植物，为中国的特有植物。分布在中国大陆的广西等地，目前尚未由人工引种栽培。